# Isaak Jaglom
Isaak Moiseevič Jaglom (in russo Исаак Моисеевич Яглом?; Charkiv, 6 marzo 1921 – Mosca, 17 maggio 1988) è stato un matematico sovietico, autore di libri di matematica di larga diffusione.

## Biografia
Fratello gemello di Akiva Jaglom, anch'egli noto matematico, Isaak ricevette il dottorato dall'Università statale di Mosca nel 1945 come allievo di Veniamin Kagan.
È stato autore di numerosi libri, tradotti in inglese e in altre lingue, e divenuti standard di riferimento per l'insegnamento accademico, tanto da conferirgli una statura internazionale.
I sei autori del suo necrologio in Russia sottolineano come “l'ampiezza dei suoi interessi [fosse] veramente straordinaria: era profondamente interessato alla storia e alla filosofia, che amava appassionatamente, e aveva una buona conoscenza della letteratura e dell'arte, dedicandosi spesso a conferenze o relazioni sui più diversi soggetti (su Aleksander Blok, per esempio, o su Anna Achmatova, o sul pittore olandese Escher), e prendeva parte attivamente ai lavori del cineclub di Jaroslavl' e al club musicale della Casa dei compositori moscovita, ed era assiduo partecipante a conferenze sulla linguistica matematica e sulla semiotica.”

### Studi universitari
Jaglom iniziò gli studi all'Università statale di Mosca nel 1938. Durante la seconda guerra mondiale si offrì come volontario ma fu dispensato dal servizio militare a causa della sua miopia. In occasione dell'evacuazione di Mosca si spostò con la famiglia a Sverdlovsk (poi Ekaterinburg). Studiò all'Università statale di Sverdlovsk, dove si laureò nel 1942. Quando, a causa della guerra, la facoltà di Mosca fu temporaneamente ricostituita a Sverdlovsk, Jaglom vi intraprese gli studi post laurea. Sotto la guida di Veniamin Kagan, specialista in geometria, Jaglom vi sviluppò la tesi di dottorato, che discusse a Mosca nel 1945. Viene riferito come la sua tesi dottorale fosse “dedicata alle metriche proiettive su un piano e al loro collegamento con diversi tipi di numeri complessi a + jb (in cui j∗j = -1, o j∗j = +1, o anche j∗j = 0).”

### Titoli e affiliazioni accademiche
Nel corso della sua carriera, Jaglom fu membro di varie istituzioni.
- Istituto di Energetica di Mosca (1946) – lettore in matematica
- Università statale di Mosca (1946–49) – lettore, dipartimento di analisi e geometria differenziale
- Istituto pedagogico Orechovo-Zuov (1949-56) - lettore in matematica
- Istituto pedagogico di stato Lenin (Mosca) (1956-68) - vi ottenne un dottorato nel 1965
- Istituto metallurgico serale di Mosca (1968-74) – professore di matematica
- Università statale di Jaroslavl' (1974-83) – professore di matematica
- Accademia di scienze pedagogiche (1984-88) – consulente tecnico

## Principali opere
Isaac Jaglom conta al proprio attivo più di 40 libri e molti articoli. Quello che segue è un elenco di alcuni tra i più conosciuti, con a fianco l'indicazione della data di apparizione della edizione in inglese:

### Numeri complessi in geometria (1968)
Tradotto in inglese da Eric J.F. Primrose, è stato pubblicato dall'Academic Press (New York). Nel testo viene esposta ed esplorata la tematica dei piani complessi. Fra gli argomenti trattati, vi sono i sistemi di coordinate nel piano euclideo e nel piano di Lobačevskij e l'inversione circolare.

### Trasformazioni geometriche (1955 e 1956)
La sua opera sulle trasformazioni geometriche è stata pubblicata in russo, in due volumi, negli anni 1955 e 1956.
Una parte dell'opera è stata edita in inglese dalla Random House, in tre volumi della serie New Mathematics Library (volumi 8, 21, e 24). I volumetti furono vivamente apprezzati dai proponenti dell'insegnamento della cosiddetta matematica moderna (New Math) negli Stati Uniti.
In seguito, l'opera è stata pubblicata integralmente dalla Mathematical Association of America, in quattro volumi, nella serie Anneli Lax New Mathematical Library' (volumi 8, 21, 24, e 44).
In italiano è disponibile solo la parte sulle isometrie, edita dalla Zanichelli, nel 1972, sotto il titolo di Trasformazioni geometriche: le isometrie.

### Una semplice geometria non-euclidea e il suo fondamento fisico (1979)
Sottotitolo: un resoconto elementare della geometria galileiana e del principio di relatività galileiana, tradotto in inglese da Abe Shenitzer, e pubblicato da Springer-Verlag. Nella prefazione, il traduttore descrive il libro come “un'affascinante storia che spazia da una geometria all'altra, dalla geometria all'algebra, e dalla geometria alla cinematica, e nel suo procedere infrange le artificiose barriere che separano le diverse aree della matematica e la matematica dalla fisica.” La prefazione dello stesso autore parla dell'“importante relazione tra il programma di Erlangen di Felix Klein e i principi di relatività.”
Il libro adotta un approccio elementare: semplici manipolazioni per mezzo di deformazioni di taglio portano alla conclusione di pagina 68 secondo cui "la differenza tra la geometria galileiana dei punti e delle rette è solo una questione di terminologia". Viene quindi introdotto il concetto di invariante galileiano.
Il concetto di numero duale e il suo ε "immaginario" nilpotente (ε2 = 0), non compare altrove nello sviluppo della geometria galileiana. Ciò nonostante, Jaglom sviluppa extensively la sua geometria non euclidea includendovi la teoria dei cicli (pp. 77–9), la dualità proiettiva, e il cerchio inscritto e circoscritto ad un triangolo (p. 104).
Jaglom procede nella trattazione fino a includervi il suo piano galileiano inversivo con l'inclusione di una speciale retta all'infinito e ne mostra la topologia servendosi della proiezione stereografica. La Conclusione del libro vira verso la geometria di Minkowski includendovi l'iperbole a nove punti e il piano di Minkowski inversivo.

### Probabilità e teoria dell'informazione (1983)
Coautore: Akim M. Jaglom. Edizione russa del 1956, 1959, e 1972. Tradotto da V.K. Jain, è stato pubblicato da D. Reidel presso l'Hindustan Publishing Corporation, India.
Il lavoro di Claude Shannon sulla capacità trasmissiva del canale è sviluppato dai primi principi in quattro capitoli: probabilità, entropia e informazione, elaborazione dell'informazione per risolvere problemi logici, e applicazione alla trasmissione dell'informazione. Il capitolo finale è ben sviluppato, arrivando ad includere l'efficienza del codice, i codici di Huffman, i canali del linguaggio naturale e dell'informazione biologica, l'influenza del rumore, la rilevazione e correzione degli errori.

### Felix Klein e Sophus Lie (1988)
Sottotitolo: L'evoluzione dell'idea di simmetria nel XIX secolo.
Nel suo capitolo su “Felix Klein e il suo programma di Erlangen”, Jaglom dice che “la ricerca di una descrizione generale di tutti i sistemi geometrici [era] considerata dai matematici come la questione centrale all'ordine del giorno.” Il sottotitolo descrive il libro con più accuratezza di quanto non lo faccia il titolo principale, dal momento che un numero ben più alto di matematici è preso in esame in questo excursus su strumenti e metodi della simmetria.

## Opere disponibili in italiano
- Trasformazioni geometriche: le isometrie, Bologna, Zanichelli, 1972 (ristampa 1976)
- con Lidii︠a︡ Ivanovna Golovina, L'induzione in geometria, Progresso tecnico editoriale, 1966